# Cratere Neumayer
Neumayer è un cratere lunare di 84,38 km situato nella parte sud-orientale della faccia visibile della Luna.